# Genesee Township (Illinois)
Die Genesee Township ist eine von 22 Townships im Whiteside County im Nordwesten des US-amerikanischen Bundesstaates Illinois. Im Jahr 2010 hatte die Genesee Township 784 Einwohner.

## Geografie
Die Genesee Township liegt im Nordwesten von Illinois, rund 30 km östlich des Mississippi, der die Grenze zu Iowa bildet. Die Grenze zu Wisconsin befindet sich rund 70 km nördlich.
Die Genesee Township liegt auf 41° 53′ N, 89° 48′ W und erstreckt sich über 92,46 km². 
Die Genesee Township liegt im Norden des Whiteside County und grenzt nördlich an das Carroll County. Innerhalb des Whiteside County grenzt die Genesee Township im Osten an die Jordan Township, im Südosten an die Sterling Township, im Süden an die Hopkins Township, im Südwesten an die Mount Pleasant Township sowie im Westen an die Clyde Township.

## Verkehr
Durch den Nordosten der Township führt die Illinois State Route 40. Alle weiteren Straßen sind County Roads oder weiter untergeordnete und zum Teil unbefestigte Fahrwege.
Die nächstgelegenen größeren Flughäfen sind der rund 80 km nordöstlich der Township gelegene Chicago Rockford International Airport und der rund 100 km südwestlich gelegene Quad City International Airport.

## Demografische Daten
Nach der Volkszählung im Jahr 2010 lebten in der Genesee Township 784 Menschen in 305 Haushalten. Die Bevölkerungsdichte betrug 8,5 Einwohner pro Quadratkilometer. In den 305 Haushalten lebten statistisch je 2,57 Personen. 
Ethnisch betrachtet setzte sich die Bevölkerung zusammen aus 98,5 Prozent Weißen, 0,5 Prozent Afroamerikanern sowie 0,8 Prozent aus anderen ethnischen Gruppen; 0,3 Prozent stammten von zwei oder mehr Ethnien ab. Unabhängig von der ethnischen Zugehörigkeit waren 4,7 Prozent der Bevölkerung spanischer oder lateinamerikanischer Abstammung. 
23,2 Prozent der Bevölkerung waren unter 18 Jahre alt, 62,1 Prozent waren zwischen 18 und 64 und 14,7 Prozent waren 65 Jahre oder älter. 50,0 Prozent der Bevölkerung war weiblich.
Das mittlere jährliche Einkommen eines Haushalts lag bei 61.346 USD. Das Pro-Kopf-Einkommen betrug 25.525 USD. 0,4 Prozent der Einwohner lebten unterhalb der Armutsgrenze.

## Orte
Neben Streubesiedlung existiert in der Genesee Township mit Coleta eine selbstständige Gemeinde (mit dem Status „Village“).